# Hội Hợp
Hội Hợp là một phường thuộc thành phố Vĩnh Yên, tỉnh Vĩnh Phúc, Việt Nam.
Phường Hội Hợp có diện tích 7,16 km², dân số năm 1999 là 9683 người, mật độ dân số đạt 1352 người/km².